# Charles Pierre Claret de Fleurieu
Charles Pierre Claret (Lione, 2 luglio 1738 – Parigi, 18 agosto 1810) è stato un ufficiale, oceanografo e politico francese.

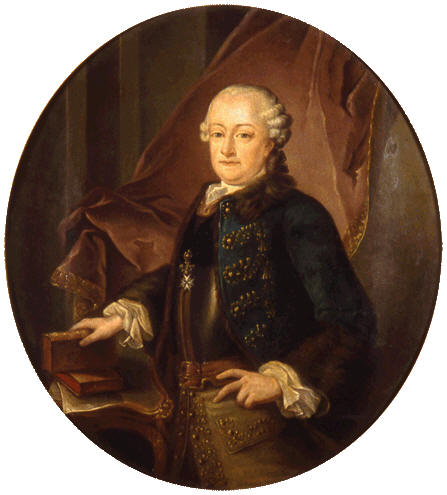
Charles Pierre Claret de Fleurieu

Inoltre, era conte di Fleurieu, ha servito come ufficiale la Marina francese, è stato esploratore ed idrografo. Ha servito come ministro della Marina sotto Luigi XVI, ed era un membro dell'Institut de France. Ha contribuito agli studi di misurazione della longitudine ed ha dato la denominazione al "Mar Glaciale Artico" nel 1797.
Era fratello del botanico Marc Antoine Louis Claret de La Tourrette.

## Vita

### Ancien Régime
Fleurieu è nato a Lione. Si unì alla Marina il 31 ottobre 1755 a Tolone come guardiamarina, a soli 13 anni e mezzo. In seguito prese parte alle campagne della Guerra dei sette anni - che si concluse nel 1763 - partecipando alle battaglie di Mahon, Lagos e Les Sablettes e salendo al grado di brigadiere nella compagnia Gardes de la Marine, e poi al grado di enseigne de vaisseau. Nel suggerire la promozione di grado di de Fleurieu, il 23 marzo 1762, il ministro scrisse al re:
"Egli mette insieme la condotta più saggia e la più grande applicazione di conoscenza straordinaria e le disposizioni più favorevoli per diventare un illustre ufficiale. Il comando della sua compagnia gli ha fatto i più grandi elogi e lo ha proposto come suo candidato alla promozione, per il bene del servizio e per incoraggiare l'emulazione nei compagni ad avanzare prima nel loro rango."
Il 1º luglio 1765 fu nominato Enseigne de port e il 27 luglio andò a Parigi per studiare orologeria con Ferdinand Berthoud.
Ha partecipato a una campagna marittima di un anno per testare il primo cronometro marino di Berthoud, nel tentativo di battere la Gran Bretagna nella corsa per trovare un modo affidabile per calcolare la longitudine. I cronometri che perfezionò così con Ferdinand Berthoud per i loro successivi esperimenti furono oggetto di importanti lotte con l'orologo del re, Pierre Le Roy. Alla fine il compito fu affidato a Claret de Fleurieu e Berthoud, partendo per la spedizione di prova dall'autunno 1768 all'11 ottobre 1769 sulla corvetta Isis al comando di Fleurieu. I cronometri indicavano quasi invariabilmente l'ora con la stessa precisione dopo che la nave aveva lasciato il porto, come se fossero ancora a terra. Conoscendo l'ora locale effettiva in ogni posizione attuale per astronomia, avevano la possibilità di determinare facilmente la posizione e la longitudine esatte della nave su una carta. I risultati delle loro osservazioni furono pubblicati nel 1773 con il titolo Voyage fait par ordre du roi, pour éprouver les horloges marines ("Voyage fatto per ordine del re, per testare i cronometri marini"). Possiamo anche citare tra le sue opere più importanti il Nettuno del Nord o l'Atlante del Cattegat e della Baltique, un atlante del Kattegat e del Mar Baltico che gli ha richiesto 25 anni di lavoro.
Divenuto tenente di vascello il 1º ottobre 1773, allora vice ispettore delle carte e dei piani navali, divenne anche vice ispettore dell'Accademia navale il 15 maggio 1776. Fu presentato al re e nominato capitano di vascello il 5 dicembre 1776 e subito dopo direttore dei porti e degli arsenali nel gennaio 1777, un posto a capo dell'organizzazione della flotta mercantile, opere e movimenti creati appositamente per lui da Luigi XVI e che ricoprì per 15 anni. In esso diresse quasi tutta la pianificazione delle operazioni navali nella guerra del 1778-83 contro l'Inghilterra come parte del coinvolgimento della Francia nella guerra rivoluzionaria americana, così come tutti i viaggi francesi di scoperta come quello di La Pérouse.

### Rivoluzione Francese
Il re lo fece Ministro della Marina e delle Colonie il 26 ottobre 1790. Lui e il re volevano separare i ministeri navali e coloniali, ma l'Assemblea nazionale la pensava diversamente e si dimise il 15 aprile 1791. Più tardi in quello stesso anno fu nominato custode del Delfino, il futuro Luigi XVII. Rimase nelle Tuileries il 10 agosto 1792, a sostegno di Luigi XVI fino al punto critico, ma per fortuna i rivoluzionari non lo scoprirono. Nel mezzo del regno del terrore, nel settembre del 1793, Charles Pierre fu arrestato a causa di una lettera di raccomandazione che Luigi XVI aveva inviato all'Assemblea nazionale, pubblicata sul Monitor universale il 17 aprile 1791, in cui per la prima volta chiese la nomina di Charles come governatore del Delfino. Rimase imprigionato con sua moglie nelle Madelonnette per 14 mesi; sono stati infine rilasciati per trovare case, mobili, terre e risorse disperse e distrutte. Una lettera alla sezione des piques nella prigione - scoperta nella casa di Robespierre - parla di un primo arresto, che potrebbe suggerire che Charles fu arrestato più volte e trasferito da una prigione all'altra. Dopo la caduta di Robespierre fu nominato membro del Bureau des longitudes e dell'Institut dopo le dimissioni di M. de Bougainville nel 1795. Nel 1797 (anno V) fu eletto deputato alla Senna nel Consiglio degli Anziani con il nome di Claret-Fleurieu. Rimase così fino al Colpo di Stato del 18 fruttidoro quando fu escluso dal Consiglio. Fu eletto membro del Consiglio di Stato il 24 dicembre 1799.

### Età Napoleonica
Il 30 settembre 1800, come ministro plenipotenziario, firmò un trattato di amicizia e commercio tra la Francia e gli Stati Uniti a Morfontaine, insieme a Giuseppe Bonaparte. Membro del Consiglio di Stato nel 1800, ha presieduto la sua sezione navale ed è stato più volte ministro ad interim della Marina durante il 1803 e il 1804. Fu nominato Generale del Quartier Generale della famiglia dell'imperatore Napoleone e della lista civile imperiale il 10 luglio 1804.
Il 24 luglio 1805 fu eletto membro del Senato conservatore e nominato Gran Ufficiale della Legione d'Onore. Il 1º agosto 1805 fu nominato governatore delle Tuileries e del Louvre, prestando giuramento davanti all'imperatore l'8 settembre di quell'anno. Il 2 febbraio 1806 fu eletto uno dei sette senatori che compose il Consiglio di amministrazione all'interno del Senato per quell'anno. Nel 1808 fu nominato Consigliere di Stato per la vita e conte imperiale. Il 7 settembre dello stesso anno, Napoleone lo incaricò delle indagini sulla sconfitta francese nella battaglia di Trafalgar.
Morì a Parigi per una devastante emorragia cerebrale, pochi secondi dopo aver abbracciato le sue due figlie. Napoleone ricompensò i suoi servizi onorandolo del funerale di Stato e facendo tumulare i suoi resti nel Panthéon.

## Matrimonio e discendenza
A 54 anni ha sposato Aglaé-Françoise Deslacs d'Arcambal; ebbero un figlio morto giovane, la figlia Caroline (Madame de Saint-Ouen, da cui i suoi discendenti tracciano la loro linea di discendenza) e una seconda figlia.

## Lavori
- Mémoires sur la construction des navires, 1763;
- Storia generale delle navigazioni dei toup les peuples ;
- Critica d'esame di un film pubblicato da Mr Leroy, orologista del roi, su l'apreuve des horloges possiede un déterminer sulle lunghezze nel mondo, e sui principi della costruzione, Londra e Parigi.
- Voyage entrepris nel 1768 e 1769 pour éprouver les horloges marines (2 voll., Parigi, 1773);
- Une carte du grand Océan Atlantique, 1776;
- Découvertes des Français nel 1768 e nel 1769 nel sud-est della Nouvelle-Guinée, e postumi di ricognizione su mêmes terres per i navigatori, come se fossero imposti da nuovi nouveaux ; Précédées of theabrégé historique of navigations et of découvertes des Espagnols dans les mêmes parages, Parigi, 1790, con 12 mappe
- La longitudine si dirige verso diversi punti delle Antille, e dell'Amérique du Nord (1773);
- Les Antilles, leur flore et faune (1774);
- Le Neptune Américo-septentrional, 1780;
- Découvertes des Français nella parte sud-est della Nouvelle-Guinée nel 1768 e 1769, Parigi, 1790;
- Précis de l'affaire relative alla dénonciation di Fleurieu, ministre de la marine, da un commis de la marine, Parigi, 1791.
- Voyage autour du monde di Étienne Marchand, storico dell'arte introduttiva; auquel on a joint des recherches sur the terres australes de Drake, et a un esame critico del viaggio di Roggeween, con cartes et figures, Parigi, anni VI-VIII, 4 vol. 
  - Vol I (Archive.org)
  - Vol II (Archive.org)
  - Vol III (Archive.org)
  - Vol IV (Archive.org)
- Le Neptune des mers du Nord, 1794.
- Histoire des aventuriers espagnols, qui conquérirent l'Amérique (1800).
- Sous sa direction, rédaction di Rigobert Bonne du Neptune américo-setteptional, 1778-1780, e di Buache du Neptune du Cattégat et de la Baltique, 65 f., 1809
- Revisionò anche la traduzione di Jean Nicolas Demeunier del 1775 di Voyage de Phipps au pôle boréal, e curò le Note géographiques et historiques stampate con resoconti del viaggio di La Pérouse.
- È morto prima di finire la sua Histoire générale des Navigations .

Ha anche curato il Voyage autour du monde, che è stato scritto nel 1790 e nel 1792 da Étienne Marchand, anno VI (1798).

## Omonimie
- La penisola di Fleurieu a sud di Adelaide, in Australia, prende il suo nome dall'esploratore francese Nicolas Baudin mentre tracciava la mappa della costa meridionale dell'Australia nel 1802.
- un'isola (scoperta nel 1798 da Matthew Flinders, poi esplorata da Louis Claude de Saulces de Freycinet) all'estremità nord-occidentale della Tasmania è stata anche intitolata a lui.

## Araldica
| Stemma | Descrizione                                                           | Blasonatura |
|        | Charles Pierre Claret de Fleurieu Cavaliere                           | D'argento alla banda d'azzurro caricata di un sole raggiante d'oro. Corona da cavaliere. |
| \| \|  | Charles Pierre Claret de Fleurieu Conte senatore dell'impero francese | Troncato. Al 1° d'azzurro al sole raggiante d'oro accostato ad una luna d'argento. Al 2° di verde al compasso d'argento con le punte dirette a sinistra (verso gli astri). Quarto dei conti senatori dell'impero francese. Ornamenti esteriori da conte senatore dell'impero francese, grand'ufficiale dell'Ordine della Legion d'onore. Livrea: Verde |
|        |                                                                       | |